# Laura (voornaam)
Laura is een meisjesnaam, afgeleid van de naam Laurentius.

## Betekenis
- Laura is een meisjesnaam die afkomstig is van de taal Latijn. Het betekent de met de lauweren bekranste, laurierblad bladeren, eer, faam en ziel.

## Naamdag
De naamdag van Laura kan gevierd worden op de volgende dagen:
- 1 juni, naar Laurentius van Brindisi[1][2]
- 10 augustus, naar Laurentius van Rome

## Bekende Belgische naamdraagsters
- Laura, codenaam voor de spionne en schrijfster Marthe Mathilde Cnockaert (1892-1966), later Marthe McKenna
- Laura Waem, een Olympische gymnaste
- Laura Lynn, een zangeres
- Laura Omloop, een Junior Eurosong deelneemster
- Maria Laura van België, een prinses
- Laura Tesoro, een zangeres en actrice
- Laura Verlinden, een actrice

## Bekende Nederlandse naamdraagsters
- Laura Bensdorp, een schaakster
- Laura van Bussel, een jeugdactrice
- Laura Dekker, een solozeilster
- Laura van Dolron, een theatermaakster
- Laura Fygi, een zangeres
- Laura Geurts, een voetbalster
- Laura van der Heijden, een internationale en olympische handbalster
- Laura Jansen, een Nederlands-Amerikaanse zangeres
- Laura Sjin, een singer-songwriter
- Laura Smulders, een BMX'er
- Laura Turpijn, een mountainbikester
- Laura de Vaan, een paralympisch sportster
- Ida Laura Veldhuyzen van Zanten, een verzetsstrijdster
- Laura Vlasblom, een zangeres en stemactrice

## Bekende buitenlandse naamdraagsters
- Laura Branigan, een Amerikaanse zangeres
- Laura Bush, de vrouw van de voormalige Amerikaanse president George W. Bush
- Laura Dahlmeier, een Duitse biatlete
- Laura Dern, een Amerikaans actrice
- Laura Ingalls Wilder, een Amerikaans schrijfster
- Laura Knight, een Britse kunstschilderes
- Laura Nyro, een Amerikaanse zangeres
- Laura Pausini, een Italiaanse zangeres
- Laura Prepon, een Amerikaans actrice
- Laura Voutilainen, een Finse zangeres
- Laura Marano, een Amerikaanse actrice

## Fictieve naamdraagsters
- Laura uit de liefdessonetten van Francesco Petrarca
- Laura Selmhorst, een personage in de soapserie Goede tijden, slechte tijden
- Laura Spencer Horton, een personage in de soapserie Days of our Lives
- Laura Kinney, een personage in de animatieserie X-Men